# David Fizdale
David Sean Fizdale (ur. 16 czerwca 1974 w Los Angeles) – amerykański koszykarz, występujący na pozycji rozgrywającego, po opuszczeniu uczelni – trener koszykarski, od 2023 asystent trenera Phoenix Suns.
6 grudnia 2019 został zwolniony przez New York Knicks. 21 czerwca 2023 dołączył do sztabu szkoleniowego Phoenix Suns.

## Osiągnięcia
Na podstawie, o ile nie zaznaczono inaczej.

### Zawodnicze
NCAA
- Zaliczony do I składu All-West Coast (1996)
- Lider konferencji West Coast (WCC) w średniej (7) i liczbie (195) asyst (1996)[4]

### Trenerskie
Asystent trenera
- Mistrzostwo:
  - NBA (2012, 2013)
  - turnieju konferencji Western Athletic (2003)
- Wicemistrzostwo NBA (2011, 2014)